# کتاب‌سوزان باهماد آزادگان
باهماد آزادگان کتاب‌هایی چون دیوان حافظ، خیام، مولوی و نثرهایی چون گلستان سعدی، و شماری از دیگر نوشته‌ها را زیانمند می‌دانستند و به نابودی آن‌ها می‌کوشیدند و آتش می‌زدند.

## دلیل‌ها
احمد کسروی، رهبر آزادگان (لقب پیروان کسروی)، در یک سخنرانی در روز یکم دی ماه ۱۳۲۲، برخی از دلیل‌های کتاب‌سوزی‌های باهماد آزادگان را برمی‌شمارد و می‌گوید که آنان این کار را از روی هوس نمی‌کنند و از آن نتیجه بزرگی را می‌خواهند. دلیل کتاب سوزاندن را این می‌داند که این کتاب‌ها زیانمندند و اندیشه جوانان را تباه کرده و به آنان بد می‌آموزند.
چنان‌که بارها گفته‌ایم ما این کار را از روی هوس، یا از راه تندروی، یا به نام ستیزه با این و آن نمی‌کنیم. بلکه از روی فهم و بینش این رفتار را برگزیده‌ایم و هودهٔ [=نتیجۀ] بزرگی از آن می‌خواهیم. کسانی چون می‌شنوند که ما کتاب‌ها را به آتش می‌اندازیم، دهانشان بازمی‌ماند. چه کنند بیچارگان! تاکنون از زیان این کتاب‌ها آگاه نشده‌اند. در نزد آنان این کتاب‌ها سرچشمهٔ فرهنگ و دانش است.
او دربارهٔ بدآموزی‌های شعرهای شعرسرایانی چون حافظ، کتاب‌هایی نوشته‌اند که خلاصه خرده‌گیری‌های او بر آنان را توان در کتاب ((حافظ چه می‌گوید ؟)) یافت. او در همان سخنرانی یک دی می‌گوید:
ما نیک می‌دانیم که آنچه توده‌های شرقی را به این روز انداخته‌است، گمراهی‌های گوناگون و درهمیست که از هزار سال باز رواج داشته و مغزها را پر گردانیده، و چون می‌کوشیم که آن گمراهی‌ها [را] براندازیم، ناچاریم که کتاب‌ها را که سرچشمهٔ آنهاست از میان برداریم.
در دیباچه کتاب ((حافظ چه می‌گوید؟)) می‌نویسد که در پی چه بدآموزی‌هایی از دیوان حافظ است که کتاب می‌سوزانند:
باید بی‌گمان بود که سرچشمه درماندگی و بدبختی شرقیان باورهای بیهوده و گمراهی‌های بسیاریست که به نام‌های گوناگون در شرق رواج یافته و در دل‌ها و در کتاب‌ها آگنده شده‌است، و باید دست به هم داد و به کندن بنیاد آن بدآموزی‌ها و گمراهی‌ها کوشید.
نیز باید بی‌گمان بود که یکی از کتاب‌های سراپا زیان» دیوان حافظ «است که چند رشته بدآموزی‌های زهرآلود ـ از خراباتیگری، جبریگری، صوفیگری و مانند اینها ـ دربر می‌دارد.
این دیوان، با آن شعرهای شیوایش، و با آن بدآموزی‌های فریبنده‌اش، خون‌ها را از جوش می‌اندازد، سهش‌ها را بیکاره می‌گرداند، نومیدی و بی‌پروایی بزندگانی و خوشگذرانی و بیدردی را می‌پروراند، یک کلمه باید گفت: «غیرت و آزرم را می‌کشد».
اینست تا می‌توان باید به نابودی این دیوان کوشید، و ما از خوانندگان این دفتر خواهش می‌کنیم که این داوری‌ها را که دربارهٔ حافظ رفته و ایرادهایی که به گفته‌های او گرفته شده، هوشیارانه بخوانند و نیک بیندیشند و با فهم و خرد خود داوری کنند که اگر راست یافتند و ایرادی پیدا نکردند، در این کوشش‌ها که ما برای برانداختن این‌گونه کتاب‌ها می‌کنیم همدستی نشان دهند، این کتاب را خود خوانده به دیگران نیز دهند.
چنان‌که بارها گفته‌ایم، امروز بهترین نیکوکاری همین کوششهاست که ما آغاز کرده‌ایم. اینهاست که مایه رهایی صد میلیون‌ها توده‌های بدبخت شرقی خواهد گردید. اینهاست که بیست میلیون ایرانیان را از درماندگی بیرون خواهد آورد. اینهاست که خدا را خشنود تواند گردانید. اینهاست که مایه روسفیدی و سرفرازی هرکسی تواند بود.

## دیدگاه‌های کسروی پیرامون شعر
برخلاف آنچه در بسیاری جاها می‌گویند، کسروی و باهماد آزادگان با شعر مخالفت نمی‌داشتند و تنها شعر گفتن بیهوده و به بازیچه را می‌نکوهیدند. آن‌ها می‌گفتند که شعر گفتن خود یک خواستی نیست که کسی به آن پردازد و برای آنکه شعرسازی و قافیه جفت کند به‌دنبال «مضمون» گردد. بلکه باید شعر را هنگامی گفت که سخنی در اندیشه است و گوینده می‌خواهد آن را با دیگران در میان نهد. نه اینکه بدون اینکه هیچ اندیشه‌ای در میان باشد، کسی تنها برای آنکه شعری بسازد به هر دری بزند و از هر جا سخنی راند.
این پست‌ترین شیوه بهره‌مندی از سخن است که شاعران پیش گرفته‌اند. سخن که یک نیروی خدادادیست می‌توان از آن بهره‌های بزرگی برداشت. می‌توان دانش‌هایی بیرون ریخت و هزاران کسان را دانشور گردانید، می‌توان راستی‌ها را باز نمود و صدهزاران گمراه را به راه آورد، می‌توان پندها سرود، می‌توان اندرزها داد، می‌توان توده درمانده‌ای را به تکان آورد، بالاخره می‌توان پول و داراک (=آنچه دارند) به دست آورد، از سخن هرگونه بهره توان برداشت و پست‌ترین همه آن‌ها اینست که کسی از آن قافیه‌بافی کند. این کند که چند کلمه‌ای را فهرست کرده، هر کدام را در شعری نشاند و یک غزلی یا قطعه‌ای را پدیدآورد. این یک بازیچه بی‌خردانه بیش نیست.
او همیشه بر این تأکید می‌داشت که با شعر هیچ‌گونه دشمنی نمی‌دارد و تنها با آن‌گونه شعرگویی مخالف است که تنها برای آنکه شعری ساخته شده باشد بگویند. می‌نوسید:
چنان‌که خوانندگان می‌دانند ما با شعر دشمنی نمی‌داریم و نمی‌گوییم شعر نباشد. گفته ما آنست که شعر خود یک خواستی نیست. چه شعر سخنست و سخن باید تابع نیاز باشد. ما می‌گوییم کسی اگر مطلبی دارد، می‌خواهد آن را به شعر بگوید و می‌خواهد به نثر بگوید، ما ایرادی به او نخواهیم داشت.
ایراد ما به آنست که کسی بی‌آنکه مطلبی در میان باشد، تنها به نام آنکه شعری سازد به آن پردازد. ما می‌گوییم این یاوه‌گویی است. می‌گوییم کسی اگر عاشق شده غزل بسراید؛ ولی دور از خرد است که کسی با دل آسوده به دروغ دم از عشق زند و غزل‌های عاشقانه بسراید.

او می‌گوید هنگامی‌که کسی شعر می‌گوید، رشته سخن و آنچه که می‌باید گفته شود در دست قافیه است. به همین دلیل شعرهای شاعران دچار پراکنده گوییست و هر بیت آن با دیگرها ارتباطی، مگر از راه قافیه نمی‌دارد و از این جنبه هم به شعرگویی شاعران خرده می‌گیرد.
این غزل را شما چون بیندیشید هر شعری از آن مطلب جداگانه‌ایست، و ارتباط آن‌ها با یکدیگر جز از راه قافیه نمی‌باشد. از آن سوی، بسیاری از این شعرها جز یک معنای خنکی را دربر نمی‌دارد و پیداست که مقصود شاعر تنها استفاده از قافیه بوده و چندان توجهی به معنی جمله‌ها نداشته‌است.
کوتاه سخن آنکه، مقصود حافظ قافیه ساختن و غزل سرودن بوده نه سخن گفتن و معنایی را بازنمودن، و اینست که شما در غزلهایش می‌بینید که هر بیتی در زمینه دیگریست و ارتباطی در میان آن‌ها دیده نمی‌شود. کسی که می‌خواهد سخنی بگوید و معنایی را برساند، باید به ارتباط عبارت‌ها توجه کند و سخنان بی‌ربط نگوید؛ ولی حافظ چون خواستش چیز دیگری بوده، چنین توجهی نکرده و نبایستی بکند.

## مخالفت با خراباتی‌گری
کسروی از خرده‌گیران به نام صوفی گری، خراباتی‌گری و باطنی‌گری و می‌بود و این آموزه‌ها را گمراهی می‌دانست و حافظ و خیام را برای سرودن چامه‌هایی پیرامون خراباتی‌گری می‌نکوهید و در کتاب «صوفی‌گری» به خرده‌گیری از تصوف و در ((حافظ چه می‌گوید؟)) به خرده‌گیری از خراباتی‌گری می‌پردازد.

همچنین او می‌گوید که حافظ، اندیشه‌های گوناگونی از اسلام، خراباتی‌گری، صوفی‌گری، جبری‌گری، فلسفه یونان، قرآن و تفسیر، افسانه‌های ایرانیان و غیره را می‌دانسته و چون بسیاری از این دانسته‌ها (مثل اسلام و تصوف) با هم نمی‌ساخته، خردش در میانه آشفته شده و حتی خراباتی‌گری او هم از روی دانشی نمی‌بوده.
حافظ به همه اینها آشنایی می‌داشته و باید گفت همین‌ها بود که فهم و خرد او را از کار انداخته و مغزش را آشفته گردانیده‌است؛ زیرا چنان‌که بارها گفته‌ایم یکی از چیزهایی که خرد را از کار اندازد و مغز را آشفته سازد، فراگرفتن اندیشه‌های متضاد و ناسازگار است. کسی که گفته‌های خراباتیان و بدآموزی‌های صوفیان، و دستورهای اسلام را در مغز خود جا می‌دهد، یا باید فهمش چندان نیرومند باشد که در میانه آن سه که ضد همند، داوری کند و یکی را پذیرفته و آن دیگرها را براندازد، یا بی‌گمان فهم و خرد او در میان آن‌ها سرگردان مانده و کم‌کم بیکاره خواهد گردید. به‌ویژه که حافظ باده می‌نوشیده و در این کار اندازه نگاه نمی‌داشته که این انگیزه دیگری به شوریدگی مغز او بوده‌است.
همچنین می‌گوید حافظ جبری‌گری بوده و درست جبری‌گری می‌داده و ازین روی کتاب‌های او برای توده زیانمند است و غیرت را از میان می‌برد.
تو گویی حافظ را برگمارده بودند که به مردم درس جبری‌گری دهد و این بدآموزی‌های بی‌خردانه را در دل‌ها جایگزین گرداند و اینست که شما کمتر غزلی از او پیدا می‌کنید که این بدآموزی در آن نباشد. هنگامی‌که شاعر از جبری‌گری سخن می‌راند چنان تندی نشان می‌دهد که تو گویی ارث پدرش را از مردم می‌خواهد. این موضوع نمونه دیگری از نادانی و نافهمی حافظ و مانندگان اوست. مرد کوردرون با چشم می‌دید که هر کسی که به کاری می‌پردازد، نتیجه از آن برمی‌دارد و با خوشی زندگی به سر می‌برد و هر کسی که همچون خود او، بیکاری و بیعاری می‌گزیند، تهیدست می‌ماند و با اینحال به خود نیامده و پیاپی به زبان می‌آورده که ما را اختیاری نیست. خون خوری گر طلب روزی ننهاده کنی.
مخالفت کسروی با جافظ هم ازین راه می‌بود.

کسروی و باهماد آزادگان در پی مخالفت با خراباتی‌گری، از خیام بیزاری می‌نمودند، یکی از خوانندگان روزنامه پیمان می‌نویسد:
خیام آن شاعر بدآموز و آن رند خراباتی است که با گفته‌های بدآموزانهٔ خود مردم را سوی لجنزار بی‌دینی و لاابالی‌گری کشانیده و با اندیشه‌های ناپاکش روی مردمی را سیاه کرده‌است. دستگاه آفرینش با آن همه شگفتکاری‌ها که خردمندان را به حیرت انداخته و به ناچار از ته دل گفته‌اند «رَبَّنَا مَا خَلَقْتَ هَذَا بَاطِلًا» در نظر این مرد سیاهدل، بازیچه‌ای بیش نیست.
و کسروی در پاسخ می‌نویسد:
مقصود از خیام در این گفتار و دیگر نگارش‌های پیمان خیام رباعی گوست که امروز صدها رباعی به نام او شهرت یافته، نه خیام ریاضیدان نیشابوری و این سخن برای آن می‌گوییم که ما یقین نداریم که این رباعی‌ها از خیام نیشابوری باشد، بلکه سخت دشوار می‌شماریم که از او باشد.
خیام نیشابوری در زمان ملکشاه سلجوقی می‌زیست و در آن زمان در ایران هنوز خردها تا این اندازه پست نبود که کسی لب به چنین سرسام‌هایی باز کند. اگر هم یک تن چنین کاری می‌کرد، ناگزیر می‌شد که گفته‌های خود را پنهان دارد وگرنه مردم خون او را هدر می‌شماردند.
آنچه ما می‌پنداریم این رباعی‌ها یادگار زمان مغول است که خردها بی‌اندازه پست گردیده و کسان بیعار و بی‌رگ فراوان پدید آمده بود. سرایندهٔ آن‌ها نیز کسی یا کسانی از خراباتیان آسمان‌جل بی‌سروپا بوده که با دریوزه‌گردی یا از راه‌های پست دیگر روزانه یک درهمی به دست آورده و در میخانه‌ها والمیده مست و بیخود «ادبیات» می‌بافتند. به هرحال این رباعی‌ها از هر که هست اوست که ما خیام می‌نامیم و نکوهش از او دریغ نمی‌داریم و این گفتار که در این شماره چاپ کردیم گفتارهای دیگری را در پی خواهد داشت.

## شایعه قرآن‌سوزی
مخالفان کسروی چون شنیدند که باهماد آزادگان کتاب می‌سوزاند، میان مردم پراکندند که آنان قرآن هم می‌سوزانند تا مردم عادی را تحریک‌کننده و کسروی را در دیده آن‌ها خوار نمیاند و کمتر کسی به آنان گرود. لیکن در بسیاری از سخنرانی‌ها و نوشته‌ها کسروی آشکارا می‌گوید که این دروغ بسیار زشت و پستی است که به ایشان نسبت داده‌اند و آزادگان به اسلام و قرآن و دیگر دین‌ها و کتاب‌های الهی احترام بسیاری می‌گذارند.
ما دیدیم که دروغ‌هایی نیز ساخته پراکنده می‌گردانند، و برای شورانیدن مردم عامی چنین می‌گویند: «اینها قرآن را آتش می‌زنند». این دروغ را امسال در تهران و مراغه و در اهواز پراکنده گردانیدند. از اهواز یکی بی‌دستینه نامه‌ای فرستاده چنین می‌نویسد: «دیدم جوانان به کتابخانه ریخته، قرآن و مفتاح‌الجنان می‌خرند. پرسیدم برای چیست؟.. گفتند شب جشن کتاب‌سوزان ماست». این اندازه فهمِ یک مردی است که قرآن را با مفتاح‌الجنان در یک ردیف می‌شمارد و چون می‌خواهد دروغ بسازد، هر دو را به یک رشته می‌کشد. یکی نمی‌گوید: ای نافهم قرآن کجا و مفتاح‌الجنان کجا؟!.. قرآن کتاب آسمانی یک پیغمبر بزرگواریست و مفتاح‌الجنان ساخته یک آخوند مفت‌خوار می‌باشد. این دو را چگونه یکی می‌شماری؟ !.
و در سخنرانی دیگری می‌گوید:
این را هم بگویم: دشمنان ما دروغی پراکنده‌اند که ما قرآن را نیز به آتش می‌اندازیم. روسیاهان چون درمانده‌اند به این دروغ دست می‌یازند. من آشکاره می‌گویم: بسیاری از کتاب‌هایی که نزد دیگران ارجمند است، ما به آتش می‌اندازیم. اینک کتاب‌ها روی میز چیده شده، در میان آن‌ها گلستان و بوستان سعدی، دیوان حافظ و مفاتیح‌الجنان و مانند اینها هست و همهٔ آن‌ها درخور آتش است؛ ولی قرآن نزد ما گرامی‌ست و ما پاسش می‌داریم. قرآن کجا و این‌گونه سوزانیدن کجا؟!.. قرآن جای خود می‌دارد. در میان کتاب‌ها یک نسخه از انجیل‌ها می‌بود که شما دیدید من جدا گردانیدم. انجیل با آن سخنانی که درباره‌اش توان گفت با این کتاب‌ها که به آتش می‌کشیم، در یک رده نیست. کتاب‌هایی که بنیاد دینی از دین‌های خدایی بوده باید پاسش داریم …

## فردوسی و دیگر شاعران بی‌زیان
احمد کسروی و دیگر آزادگان، به فردوسی و شاهنامه او بسیار ارج می‌گذاشتند و کسروی خود می‌خوانده و در نوشته‌هایش به کار می‌برده. او می‌گوید نه تنها شاهنامه مانند دیوان حافظ زیانی نمی‌دارد، که بسیار سودمند است و غیرت ملی را در دل جوان‌ها زنده می‌کند و به جهت واژه‌های پارسی هم که در خود می‌دارد، برای خواندن نیکست.
... پس چه شگفت که در آن دوره، ما کتابی همچون شاهنامهٔ فردوسی نمی‌یابیم که سخن از مردانگی و دلیری و جانبازی و میهن‌دوستی براند. چه شگفت که در آن دوره یکی از نامداران، شعر در توجیه بیدادگری‌های چنگیز سروده و او را فرستادهٔ خدا نامیده، یا دیگری برای تیمور، آن سگ دوزخی ماده تاریخ ساخته و جایگاهش را بهشت نشان داده …
... چرا اینان، آن همه پست‌نهادی‌ها که نموده‌اند، یک قصیده هم در ستایش ایران نسروده‌اند؟! اگر بگویید در آن زمان چنین رسمی نبوده، می‌گویم پس چرا فردوسی پیش از آن‌ها گفته: گر ایران نباشد تن من مباد؟! چرا گفته: هنر نزد ایرانیان است و بس؟ یا صد شعر دیگر که ما در شهنامه پیدا می‌کنیم.
در کتاب «تاریخ مشروطهٔ ایران»، کسروی «شعرهای وطنی» را در میان انگیزه‌های بیداری ایرانیان یاد می‌کند و آن‌ها را بی‌زیان می‌خواند و چاپ کردن چنین چکامه [=شعر]‌های بی‌زیانی را «از نیکی‌های آن روزنامه‌ها» می‌خواند.
با این‌حال، [چکامه‌های وطنی سرودن] خود کار نیکی است و بسیار بهتر از پرداختن به غزل‌های بی‌مغز بوده و اینست ما نمونه‌های را از آن‌ها در اینجا یاد می‌کنیم.
همچنین کسروی از برخی چامه‌سرایان که سخنان سودمندی به زبان می‌آوردند، خرسندی می‌نمود و چامه‌های ایشان را در مجله پیمان چاپ می‌کرد. از جمله در زیر چامه یکی از شاعران که شعر فرستاده بوده، نوشته:
آفرین بر آزاده مرد پاکدل! امروز ایران به این‌گونه شعرهای خردمندانه نیاز دارد وگرنه، شعرهای بیهوده از خروارهای آنچه سود؟!
دریغ که آن همه عمرهای گرانبها هدر گردیده و ما امروز جز سرشکستگی و شرمندگی نتیجه دیگری از آن‌ها نمی‌یابیم. مگر این سخنوران پاکدل خردمند، جبران آن بیخردی‌ها را بکنند!
زمینه‌هایی که شایسته شعرگویی و نظم است را می‌شمارد:
ایران‌پرستی، ستایش غیرت و سرفرازی، برانگیختن مردم به رادمردی و مهمان‌نوازی و دستگیری از بینوایان، نکوهش از سستی و تنبلی، بازداشتن توده از آز و مال‌دوستی و بسیار مانند این‌ها زمینه‌های سودمندیست که سخنوران امروزه می‌توانند در آن‌ها طبع‌آزمایی نمایند.
حیف از جربزه خدادادی که جز در این راه‌های خداپسند به کار رود! حیف از رنج‌هایی که سخنوری برخود هموار سازد و در نتیجهٔ بیهودگی موضوع، همه بیهوده درآید.